# Taboracistikola
Taboracistikola (Cisticola angusticauda) är en fågel i familjen cistikolor inom ordningen tättingar.

## Utseende och läte
Taboracistikolan är en medelstor och långstjärtad cistikola med enfärgad fjäderdräkt. Noterbart är rostrött på hjässan och vit stjärtspets. Stjärten är något kortare utanför häckningstid. Arten liknar långstjärtad cistikola men är mindre och slankare. Sången är snabb och består av ljust pipande. 

## Utbredning och systematik
Fågeln förekommer från sydöstra Uganda till sydvästra Kenya, Rwanda, Tanzania, sydöstra Kongo-Kinshasa och Zambia. Den behandlas som monotypisk, det vill säga att den inte delas in i några underarter.

### Familjetillhörighet
Cistikolorna behandlades tidigare som en del av den stora familjen sångare (Sylviidae). Genetiska studier har dock visat att sångarna inte är varandras närmaste släktingar. Istället är de en del av en klad som även omfattar timalior, lärkor, bulbyler, stjärtmesar och svalor. Idag delas därför Sylviidae upp i ett antal familjer, däribland Cisticolidae.

## Levnadssätt
Taboracistikilan hittas i en rad olika savannmiljöer, som akaciasavann och öppet skogslandskap med lövfällande träd.

## Status
Arten har ett stort utbredningsområde och beståndet anses vara stabilt. Internationella naturvårdsunionen IUCN listar den därför som livskraftig (LC).

## Namn
Tabora är en region i västra Tanzania.